# Papużka ostrosterna
Papużka ostrosterna (Lathamus discolor) – gatunek średniej wielkości ptaka z rodziny papug wschodnich (Psittaculidae). Jest jedynym przedstawicielem rodzaju Lathamus.

## Taksonomia
Gatunek został opisany w 1790 r. przez zoologa George’a Shawa. Nie wyróżnia się podgatunków.

### Etymologia
Nazwa rodzajowa Lathamus pochodzi od synonimu nazwy gatunkowej Psittacus lathami, która z kolei się wzięła od nazwiska dr. Johna Lathama. Nazwa gatunkowa discolor oznacza różnych kolorów.

## Zasięg występowania
Papużki ostrosterne zamieszkują południowo-wschodnią Australię. W trakcie sezonu lęgowego przebywają na Tasmanii, na zimę przylatują do południowo-wschodniego Queensland, wschodniej Nowej Południowej Walii, południowej Wiktorii i południowo-wschodniej Australii Południowej.

## Morfologia
Papużki ostrosterne mierzą około 25 cm długości oraz ważą 46–76 g. W upierzeniu dominuje zielony. Czoło i gardło są czerwone zakończone żółtym paskiem.  Wierzch głowy jest niebieski. Skrzydła mają spiczasty kształt z widocznym czerwonym paskiem i pokrywami podskrzydłowymi. Lotki są ciemne. Ogon jest długi, ciemnoczerwony. Samica różni od samca bardziej matowym ubarwieniem oraz obecnością kremowego paska po spodniej części skrzydeł. Oczy są pomarańczowożółte, a dziób brązowobiały. Młode osobniki mają upierzenie bardziej matowe od dorosłych samic.

## Ekologia i zachowanie
Papużki ostrosterne zamieszkują tereny do 1500 m n.p.m. Ich środowisko stanowią lasy, w szczególności w których rosną eukaliptusy (Eucalyptus). Spotykane są też na łąkach. Gatunek ten prowadzi wędrowny tryb życia – lato spędza we wschodniej Tasmanii, gdzie się rozmnaża, a na zimę przylatuje do kontynentalnej części południowo-wschodniej Australii. Ptaki te przystosowane są do bardzo szybkich lotów – mogą rozwijać prędkość powyżej 100 km/h, dlatego uważa się je za najszybciej latający gatunek papug. Żyją w stadach, czasami razem z lorysami niebieskobrzuchymi (Trichoglossus moluccanus). Ptaki te są aktywne i hałaśliwe. Większość czasu spędzają na drzewach oraz przelatując między nimi. Na ziemię schodzą tylko w celu napicia się. Pomimo że papużki ostrosterne pochodzą od gatunków, których dieta składa się głównie z ziaren, najważniejszym źródłem pożywienia tych ptaków stanowi nektar, podobnie jak u większości przedstawicieli plemienia Loriini. Badania wykazały, że roznoszą nasiona eukaliptusów z większą skutecznością niż miodaczki białouche (Phylidonyris novaehollandiae) oraz owady. Z maksymalnego zbioru nasion z jednego kwiatu papużka ostrosterna zbiera średnio 76%, a owady tylko 7% nasion. Istnieją doniesienia o obserwacjach osobników, które całe były brudne w nektarze. W ich dietę wchodzą też owady rodziny Psyllidae i ich wydzieliny zwane lerpami (w szczególności podczas sezonu lęgowego), nasiona oraz kwiaty.

### Lęgi
Sezon lęgowy papużek ostrosternych trwa od września do stycznia. Zakładają gniazda w dziuplach o średnicy powyżej 0,7 m w żyjących i obumarłych eukaliptusach (Eucalyptus), najczęściej są to gatunki: Eucalyptus obliqua, Eucalyptus pulchella, eukaliptus gałkowy (Eucalyptus globulus), eukaliptus rózgowaty (Eucalyptus viminalis) i Eucalyptus delegatensis. Dziuple najczęściej są lokalizowane w starszych drzewach w lasach o powierzchni powyżej 100 ha. Samica składa 4–6 jaj oraz wysiaduje je przez 20 dni. Młode usamodzielniają się po 6 tygodniach. Pary lęgowe często powracają co roku do tej samej dziupli lęgowej.

## Status i zagrożenia
Międzynarodowa Unia Ochrony Przyrody (IUCN) nieprzerwanie od 2015 r. uznaje papużkę ostrosterną za gatunek krytycznie zagrożony (CR – Critically Endangered). Wcześniej od 2000 r. był to gatunek zagrożony (EN – Endangered), a od 1994 – gatunek narażony (VU – Vulnerable). Liczebność populacji szacowana jest na 1000–2499 osobników oraz ma trend malejący. Największe zagrożenie dla tego gatunku stanowi utrata środowiska naturalnego. Na Tasmanii siedlisko lęgowe jest ograniczone przez wycinanie drzew (w tym eukaliptusów) na potrzeby rolnictwa, zabudowy mieszkaniowe, produkcję trocin i zrębków. W 2004 r. była już wycięta ponad połowa pierwotnych lasów składających się z eukaliptusów gałkowych (Eucalytus globulus). Globalne ocieplenie również może się przyczynić do zmniejszenia siedlisk. Wraz z rozrostem zabudowy papużki ostrosterne coraz częściej wpadają w szklane powierzchnie, płoty i budynki, a ze względu na rozwijanie dużych prędkości często kończy się to ich śmiercią.
Papużki ostrosterne konkurują ze szpakami zwyczajnymi (Sturnus vulgaris), co też może stanowić problem. Również istnieje konkurencja o pożywienie z pszczołami miodnymi (Apis mellifera), trzmielami ziemnymi (Bombus terrestris). Wraz ze zmniejszaniem się środowiska coraz częściej muszą też konkurować z innymi nektarożernymi ptakami takimi jak lorysa niebieskobrzucha (Trichoglossus moluccanus) i miodożer maskowy (Manorina melanocephala). Poważne spadki w liczebności powoduje drapieżnictwo introdukowanych lotopałanek karłowatych (Petaurus breviceps). Badania wykazały, że szanse na przetrwanie lęgu w pobliżu lotopałanek wynosi 17%.
Innym zagrożeniem dla tego gatunku jest choroba dzioba i piór papug (PBFD), która jest powszechna i śmiertelna. Ptaki te bywają też łapane dla nielegalnego handlu dzikimi ptakami. Gatunek wymieniony jest w II załączniku CITES.